# Donje Crniljevo
Donje Crniljevo (izvirno srbsko Доње Црниљево) je naselje v Srbiji, ki upravno spada pod Občino Koceljeva; slednja pa je del Mačvanskega upravnega okraja.

## Demografija
V naselju živi 790 polnoletnih prebivalcev, pri čemer je njihova povprečna starost 40,7 let (40,2 pri moških in 41,2 pri ženskah). Naselje ima 316 gospodinjstev, pri čemer je povprečno število članov na gospodinjstvo 3,10.
To naselje je, glede na rezultate popisa iz leta 2002, večinoma srbsko.
|  |

| Demografija | Demografija     | Demografija     |
| Leto        | Št. prebivalcev | Št. prebivalcev |
| ----------- | --------------- | --------------- |
|             |                 |                 |
|             |                 |                 |
|             |                 |                 |
|             |                 |                 |
| 1948        | 1498            |                 |
| 1953        | 1561            |                 |
| 1961        | 1422            |                 |
| 1971        | 1344            |                 |
| 1981        | 1296            |                 |
| 1991        | 1149            | 1136            |
| 2002        | 1062            | 981             |
|             |                 |                 |

| Etnična sestava po popisu iz leta 2002 | Etnična sestava po popisu iz leta 2002 | Etnična sestava po popisu iz leta 2002 | Etnična sestava po popisu iz leta 2002 | Etnična sestava po popisu iz leta 2002 |
| -------------------------------------- | -------------------------------------- | -------------------------------------- | -------------------------------------- | -------------------------------------- |
| Srbi                                   | Srbi                                   |                                        | 968                                    | 98,67%                                 |
| Romi                                   | Romi                                   |                                        | 2                                      | 0,20%                                  |
| Hrvati                                 | Hrvati                                 |                                        | 1                                      | 0,10%                                  |
| Jugoslovani                            | Jugoslovani                            |                                        | 1                                      | 0,10%                                  |
| Neznano                                | Neznano                                |                                        | 4                                      | 0,40%                                  |